# Astragalus rhizocephalus
Astragalus rhizocephalus är en ärtväxtart som beskrevs av John Gilbert Baker. Astragalus rhizocephalus ingår i släktet vedlar, och familjen ärtväxter.

## Underarter
Arten delas in i följande underarter:
- A. r. hindukushensis
- A. r. rhizocephalus